# Callichromatini
Callichromatini  (лат.) — триба усачей из подсемейства настоящих усачей.

## Название
Научное название трибы образовано из двух латинизированных греческих слов: лат. cálli- (от др.-греч. κάλλος — красота) и лат. chromáticus — окрашенный (от др.-греч. χρώμα, -ματος — краска, цвет); связано с окраской насекомых.

## Распространение
Основным ареалом разнообразия видов Callichromatini является Юго-Восточная Азия, в меньшей мере триба представлена в Северной Азии — только в южных регионах.

## Описание
Тело уплощенное или цилиндрическое. Усики немного длиннее тела или немного короче его. Боковые бугры переднеспинки острые или закруглённые. Элитры зелёные, синие или фиолетовые с металлическим блеском или синие с широкими поперечными перевязями. 

## Биология
Большинство видов экологически связаны с лиственными древесными или кустарниковыми породами, лишь один вид Chloridolum viride (Thomson, 1864) развивается в побегах ели. Жуки предпочитают заселять живые, растущие деревья.

## Классификация
Триба включает 178 родов. В её составе:
- Agaleptoides Lepesme, 1956
- Agaleptus Gahan, 1904
- Amblyontium Bates, 1879
- Anexamita Schmidt, 1922
- Anisoceraea Schmidt, 1922
- Anubis Thomson, 1864
- Aphrodisium Thomson, 1864
- Aromia Audinet-Serville, 1833
- Aromiella Podaný, 1971
- Asmedia Pascoe, 1866
- Bradycnemis C. Waterhouse, 1877
- Callichroma Latreille, 1816
- Callixanthospila Adlbauer, 2000
- Cataphrodisium Aurivillius, 1907
- Cephalizus Schmidt, 1922
- Chelidonium Thomson, 1864
- Chloridolum Thomson, 1864
- Chromacilla Schmidt, 1922
- Chromalizus Schmidt, 1922
- Clavomela Adlbauer, 2000
- Cloniophorus Quedenfeldt, 1882
- Closteromerus Thomson, 1860
- Cnemidochroma Schmidt, 1924
- Colobizus Schmidt, 1922
- Compsomera White, 1855
- Conamblys Schmidt, 1922
- Cotychroma Martins & Napp, 2005
- Ctenomaeus Schmidt, 1922
- Dictator Thomson, 1878
- Dolichaspis Gahan, 1890
- Dubianella Morati & Huet, 2004
- Embrikstrandia Plavilstshikov, 1931
- Eugoides Schmidt, 1922
- Eulitopus Bates, 1879
- Euporus Audinet-Serville, 1834
- Evgoa Fåhraeus, 1872
- Eximia Jordan, 1894
- Exoparyphus Schmidt, 1922
- Gauresthes Bates, 1889
- Gestriana Podaný, 1971
- Griphapex Jordan, 1894
- Guitelia Oberthür, 1911
- Hadromastix Schmidt, 1922
- Helymaeus Thomson, 1864
- Hexamitodera Heller, 1896
- Hoplomeces Aurivillius, 1916
- Hospes Jordan, 1894
- Huedepohliana Heffern, 2002
- Hybunca Schmidt, 1922
- Hylomela Gahan, 1904
- Hypargyra Gahan, 1890
- Hypatium Thomson, 1864
- Hypocrites Fåhraeus, 1872
- Ipothalia Pascoe, 1867
- Jonthodes Audinet-Serville, 1834
- Jonthodina Achard, 1911
- Leptosiella Morati & Huet, 2004
- Linsleychroma Giesbert, 1998
- Litopus Audinet-Serville, 1834
- Mattania Fairmaire, 1894
- Mecosaspis Thomson, 1864
- Metallichroma Aurivillius, 1903
- Micromaeus Schmidt, 1922
- Mionochroma Schmidt, 1924
- Monnechroma Napp & Martins, 2005
- Namibomeces Adlbauer, 2001
- Neorygocera Hedicke, 1923
- Niraeus Newman, 1840
- Oligosmerus Kolbe, 1894
- Osphranteria Redtenbacher, 1850
- Otaromia Aurivillius, 1910
- Oxyprosopus Thomson, 1864
- Pachyteria Audinet-Serville, 1833
- Paraguitelia Quentin et Villiers, 1971
- Paramombasius Fuchs, 1966
- Parandrocephalus Heller, 1916
- Pelidnopelidon Schmidt, 1922
- Philematium Thomson, 1864
- Philomeces Kolbe, 1893
- Phrosyne Murray, 1870
- Phyllocnema Thomson, 1860
- Phyllomaeus Schmidt, 1922
- Plinthocoelium Schmidt, 1924
- Polyzonus Dejean, 1835
- Promeces Audinet-Serville, 1834
- Promecidus Fåhraeus, 1872
- Psephania Morati & Huet, 2004
- Psilacestes Schmidt, 1922
- Psilomastix Schmidt, 1922
- Quettania Schwarzer, 1931
- Rhadiomaeus Schmidt, 1922
- Rhopalizarius Schmidt, 1922
- Rhopalizida Jordan, 1894
- Rhopalizodes Schmidt, 1922
- Rhopalizus Thomson, 1864
- Rhopalomeces Schmidt, 1922
- Scalenus Gistel, 1848
- Schmidtiana Podany, 1971
- Schwarzerium Matshshita, 1933
- Sphingacestes Schmidt, 1922
- Synaptola Bates, 1879
- Tarsotropidus Schmidt, 1922
- Thompsoniana Podaný, 1971
- Turkaromia Danilevsky, 1993
- Utopileus Schmidt, 1922
- Vittatocrites Adlbauer, 2002
- Xanthospila Fairmaire, 1884
- Xystochroma Schmidt, 1924
- Zonopterus Hope, 1843